# Junchuan (köpinghuvudort i Kina, Hubei Sheng, lat 31,65, long 113,22)
Junchuan är en köpinghuvudort i Kina. Den ligger i provinsen Hubei, i den centrala delen av landet, omkring 160 kilometer nordväst om provinshuvudstaden Wuhan. Antalet invånare är 54 367. Befolkningen består av 27 025 kvinnor och 27 342 män. Barn under 15 år utgör 12,0 %, vuxna 15-64 år 76 %, och äldre över 65 år 10,0 %.
Runt Junchuan är det ganska tätbefolkat, med 239 invånare per kvadratkilometer. Närmaste större samhälle är Suizhou, 15,2 km öster om Junchuan. Trakten runt Junchuan består till största delen av jordbruksmark.
Genomsnittlig årsnederbörd är 1 128 millimeter. Den regnigaste månaden är september, med i genomsnitt 179 mm nederbörd, och den torraste är december, med 10 mm nederbörd.